# Anita Dymszówna
Anita Dymszówna connue également sous les patronymes d'Anita Bagińska ou Anita Damięcka, née le 3 mars 1944 à Varsovie et morte le 7 juillet 1999 dans la même ville, était une actrice polonaise de cinéma et de théâtre. Elle était la fille de l'acteur Adolf Dymsza.
En 1968, elle sort diplômée de l'École académique nationale de théâtre Alexandre Zelwerowicz de Varsovie. Dès 1970 et les années suivantes, elle joua au Théâtre National de Varsovie. En 1979 elle se produisit au Théâtre de la Comédie. Elle eut des rôles pour des émissions théâtrales à la télévision et joua également au Théâtre Syrena.
Elle était mariée à l'acteur Maciej Damięcki (pl). Elle fut enterrée au cimetière de Bródno à Varsovie.

## Filmographie
- 1961 : Raz, dwa, trzy (Un, deux, trois) de Billy Wilder
- 1962 : L'Amour à 20 ans, sketch réalisé par Andrzej Wajda
- 1966 : Kochajmy syrenki (pl) de Jan Rutkiewicz (pl)
- 1970 : Pan Dodek de Jan Łomnicki avec son père Adolf Dymsza comme acteur.
- 1976 : 07 zgłoś się, série policière pour la télévision

## Théâtre
De 1967 à 1981, elle joua dans plus d'une vingtaine de pièces de théâtre, notamment des pièces d'Anton Tchekhov, Bertolt Brecht, Alfred de Musset, Kafka, Brendan Behan, Juliusz Słowacki, Cyprian Kamil Norwid, Dario Fo, ou encore Leon Schiller.